# Neodon irene
Neodon irene este o specie de rozătoare din familia Cricetidae. Se găsește doar în părți montane din China, iar în aparență este foarte asemănătoare cu specia Neodon sikimensis. Uniunea Internațională pentru Conservarea Naturii a clasificat-o ca fiind o specie neamenințată cu dispariția.

## Descriere
Neodon irene are o lungime a corpului (inclusiv capul) de 80 până la 108 de milimetri, iar a cozii de 22 până la 40 de milimetri. Blana de pe partea dorsală are culoarea maro-cenușie, cea de pe partea ventrală are culoarea gri închisă și există o dungă intermediară de maro-ocru unde se întâlnesc cele două culori. Părțile de sus ale labelor picioarelor din față și din spate sunt albe-maronii, iar coada are două culori, fiind maro deasupra și albă dedesubt. Neodon irene este foarte asemănătoare în aparență cu specia Neodon sikimensis, dar este puțin mai mică, iar cele două specii pot fi deosebite prin examinarea dentiției lor.

## Răspândire și habitat
Neodon irene se găsește doar în China, și anume în estul provinciei Qinghai, sudul provinciei Gansu, vestul provinciei Sichuan, nord-estul Regiunii Autonome Tibet și nord-vestul provinciei Yunnan. Habitatul său este alcătuit din pajiști alpine și versanți de munte arbustivi.

## Ecologie
La fel ca alte specii din anumiți taxoni din subfamilia Arvicolinae, Neodon irene se hrănește în cea mai mare parte cu materie vegetală. Sunt cunoscute puține informații despre reproducerea sa, dar într-un an, în luna august a fost găsită o femelă cu trei embrioni aflați în stadiu avansat.

## Stare de conservare
Neodon irene are o răspândire largă și se presupune că populația sa este mare. Nu se știe dacă populația este în creștere sau în scădere, dar este improbabil să scadă într-un ritm suficient de rapid pentru a justifica includerea speciei într-o categorie amenințată. Nu au fost identificate amenințări majore pentru această specie, iar arealul său cuprinde arii protejate. Uniunea Internațională pentru Conservarea Naturii a clasificat-o ca fiind o specie neamenințată cu dispariția.